# Delia coarctata
Delia coarctata este o specie de muște din genul Delia, familia Anthomyiidae. A fost descrisă pentru prima dată de Fallen în anul 1825. Conform Catalogue of Life specia Delia coarctata nu are subspecii cunoscute.